# 寄居玉淀水天宮祭

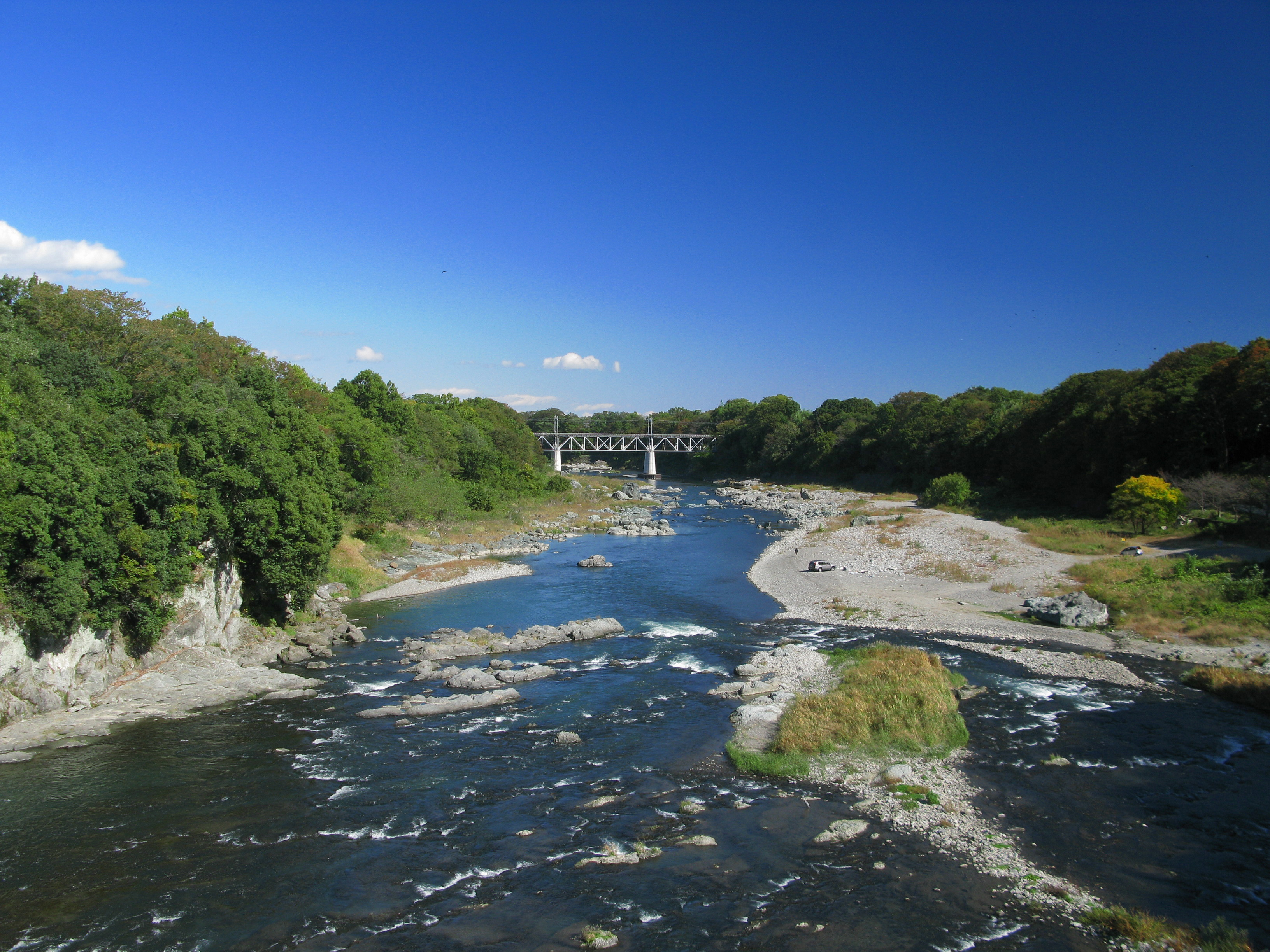
玉淀河原

寄居玉淀水天宮祭（よりいたまよどすいてんぐうさい）は、埼玉県寄居町の県名勝の一つである荒川の玉淀河原にて毎年夏に開催される祭り。関東一の水祭りとされる。花火大会も開催される。

## 概要
1931年（昭和6年）、この周辺の河原が県指定名勝 「玉淀」とされた際に、玉淀水天宮が創建された。これに伴い、同年8月5日に第1回玉淀水天宮祭花火大会を開催したことが始まり。玉淀水天宮は、水難除けと安産の神様として広く信仰されている。
隣接自治体である長瀞町の長瀞船玉まつり同様に、提灯で美しく飾りたてた舟山車で有名。
八坂神社例大祭 (寄居夏祭り)、宗像神社例大祭 (寄居秋祭り)、寄居北條祭りと並んで寄居四大祭事のひとつ。